# Љубо Леонтић
Љубо Леонтић (Студенци, код Имотског, 18. август 1887 — Загреб, 13. новембар 1973) био је хрватски правник и политичар.

## Биографија
Рођен је 1887. године у Студенцима код Имотског. Студирао је право у Загребу и Прагу (стекао докторат 1911), а затим сликарство у Минхену и Прагу, где је 1914. године завршио Уметничку академију. У раздобљу пред Први светски рат био је активан у југословенској националистичкој омладини, заговарао рушење Аустроугарске монархије и уједињење хрватских земаља са Србијом и Црном Гором.
Након почетка Првог светског рата емигрирао је у Италију, где је у Риму с осталим југословенским политичким емигрантима учествовао у оснивању Југословенског одбора и добровољачких војних јединица (Јадранска легија). Године 1915. емигрирао је у Јужну Америку, а 1917. у САД, где је активно деловао у југословенским емигрантским удружењима те уређивао више емигрантских листова.
Након Првог светског рата, као присталица левог крила Самосталне демократске странке, заговарао је сарадњу с Комунистичком партијом Југославије. Од 1924. дο 1941. био је адвокат у Сплиту, а од 1941. до 1943. налазио се у италијанском заробљеништву на Липарским острвима. Након капитулације Италије 1943. године придружио се Народноослободилачком покрету Југославије. Изабран је за члана Председништва АВНОЈ-а на његовом Другом заседању новембра 1943. године.
Након рата био је подсекретар у Министарству спољних послова, амбасадор Југославије у Лондону и члан државног посланства на мировним конференцијама и у УН-у од 1945. до 1948. године.
Умро је 1973. године у Загребу.